# Đặng Hữu Phúc

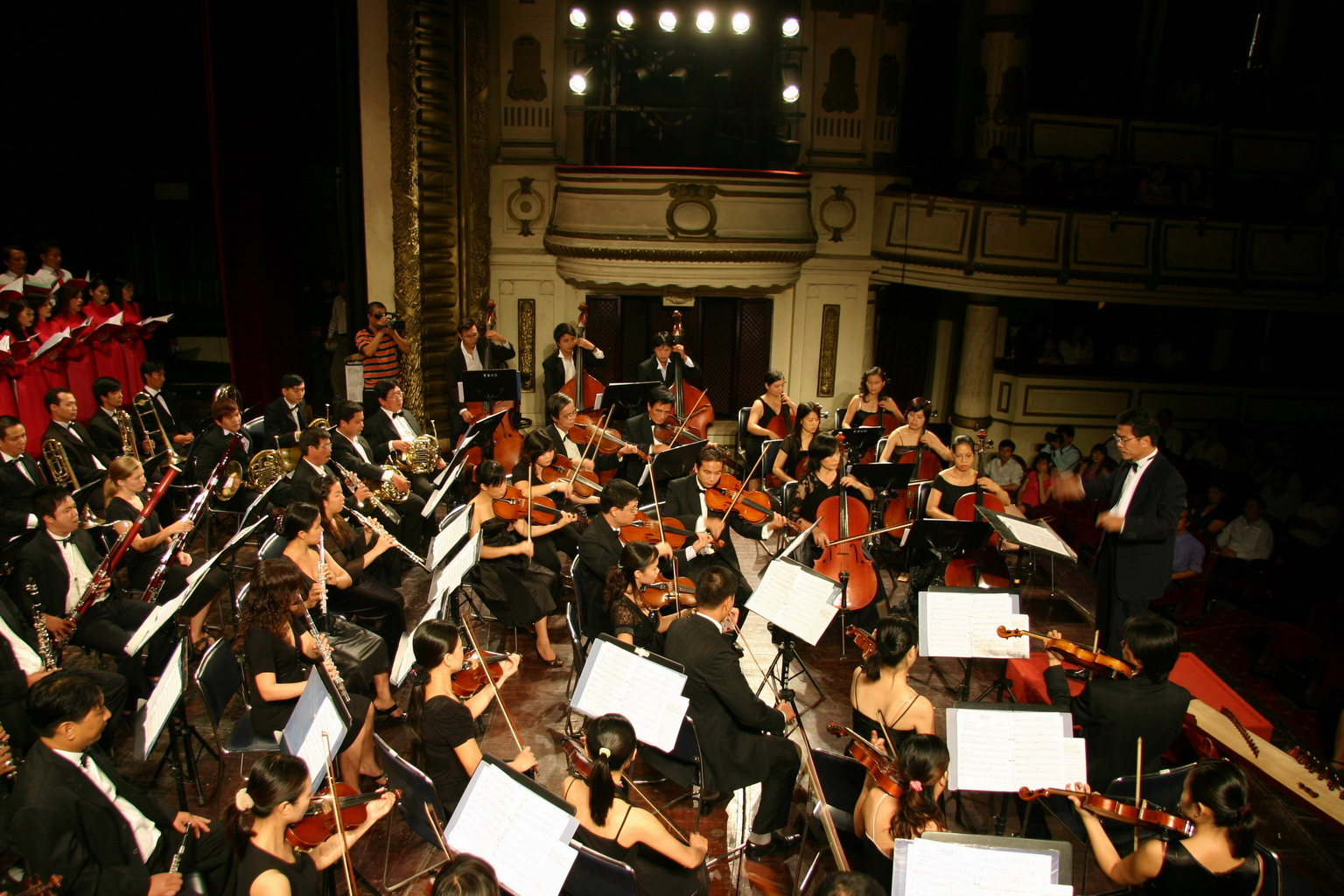
Đặng Hữu Phúc dirigeant l'orchestre symphonique lors de concerts HPT en 2009, « Hồn thiêng sông núi » « Holy Land Spirit »

Đặng Hữu Phúc (Phú Thọ, 4.6.1953) est un pianiste et compositeur vietnamien. Diplômé du Conservatoire de Hanoi, Il est connu pour ses nombreuses musiques de films. Il a remporté le prix « meilleure musique » en 2005 lors de la 8e Festival international du film de Shanghai pour son travail sur le film  Le Temps révolu (Thời xa vắng) de Hồ Quang Minh, tiré du roman du même nom de Lê Lựu.

## Œuvres

### Musiques de films
- Le Temps révolu (Thời xa vắng)
- La Saison des goyaves (Mùa ổi)
- La femme contre le sable (Người đàn bà nghịch cát)
- Le Général à la retraite (Tướng về hưu, vi))

### Chœurs
- Chœur “Đất nước” ("La Patrie") 2009[3]

## Discographie
- Hoàng Quyên (chant) - Đặng Hữu Phúc Phác Thảo Mùa Thu (Vol 1.) CD[4]